# Institute of Chartered Accountants in England and Wales
Das Institute of Chartered Accountants in England and Wales (ICAEW) ist ein in Großbritannien ansässiger Rechnungslegungsverband, der den ACA Titel vergibt. Der 1880 durch Royal Charter gegründete Verband hat mehr als 150.000 Mitglieder. Mitgliedern ist es gestattet, das Suffix ACA zu nutzen. Ähnlich der Wirtschaftsprüferkammer in Deutschland ist es dem ICAEW gestattet, Prüfungsrechte im Großbritannien zu erteilen.
Der Hauptsitz befindet sich in der Chartered Accountants' Hall in London. Niederlassungen befinden sich in Beijing, Brüssel, Dubai, Hong Kong, Jakarta, Kuala Lumpur, Shanghai, Singapur und Vietnam.

## Qualifikationen
Das ICAEW bietet folgende Qualifikationen an:

### Associate Chartered Accountant (ACA)
Zur Erlangung des ACA sind folgende Anforderungen zu erfüllen, die innerhalb eines Trainingsvertrages mit einem Unternehmen, wie bspw. den „Big Four“, erlangt werden:
1. 15 Examen (Certificate, Professional und Advanced Level in den Bereichen accountancy, finance und business)
2. 450 Tage relevante Berufserfahrung,
3. Nachweis über die berufliche Weiterentwicklung, sowie
4. Professionalität und Integrität.[3]

Die zu absolvierende Examina sind:

#### Certificate Level
- Accounting
- Assurance
- Management Information
- Business, Technology and Finance
- Principles of Taxation
- Law

#### Professional Level
- Financial Accounting and Reporting
- Audit and Assurance
- Business Planning
- Tax Compliance
- Business Strategy and Technology
- Financial Management

#### Advanced Level
- Corporate Reporting
- Strategic Business Management
- Case Study

Das Training dauert zwischen 3 und 5 Jahre.

### Andere Qualifikationen
Neben dem ACA bietet das ICAEW auch die Qualifikationen „ICAEW Certificate in Finance, Accounting and Business (ICAEW CFAB)“, sowie „ICAEW Business and Finance Professional (BFP)“ an.

## Mitgliedschaft
Für die Mitgliedschaft im ICAEW ist es erforderlich, die ACA Qualifikation innezuhaben. Die weitergehende Weiterbildung („Continuing Professional Development, CPD“) ist selbstständig sicherzustellen und gegenüber dem ICAEW jährlich zu bestätigen. Nach 10 Jahren kann ein Mitglied „Fellow“ werden und sodann das Suffix FCA führen.
Der Mitgliedschaftsbeitrag beträgt regulär £375 pro Jahr (Stand: 2019).

## Anerkennung in Deutschland
Die ACA Qualifikation genügt bei gesetzlich vorgeschriebenen Jahresabschlussprüfungen in Deutschland nicht um Bestätigungsvermerke zu erteilen. Hierzu wäre eine Ergänzungsprüfung erforderlich, um sodann den Titel des Wirtschaftsprüfer zu erlangen.
Dennoch ist die Qualifikation in Deutschland anerkannt. Einerseits für Mitarbeiter in der Wirtschaftsprüfung bei der ACAs bei der Prüfung von internationalen Konzernreportings mitwirken, ähnlich dem CPA, dem US-äquivalent des ACA, als auch in anderen Bereichen, wie Unternehmensbewertungen und generell im Finanzbereich von Wirtschaftsunternehmen.

## Trivia
- Einige der Gründer der „Big Four“ Wirtschaftsprüfungsgesellschaften waren Präsidenten des ICAEW, wie Arthur Cooper, Frederick Whinney, William Welch Deloitte and Sir William Peat.[1]
- Bei den Vorstandsgremien von börsennotierten Gesellschaften (FTSE 100) im Vereinigten Königreich haben 78 der 100 Unternehmen ICAEW Chartered Accountants als Teil des Vorstands.[1]